# Cataratas Mumbuluma
Las cataratas Mumbuluma son unas serie de saltos del río Luapula, en Zambia. La población más cercana es Mansa, en la provincia de Luapula (Zambia), situada a 32 km de las cataratas. Estas constan de dos saltos separados unos 30 metros con una honda piscina al final.